# 더글러스 SBD 돈틀리스
더글러스 SBD 돈틀리스는 1940년부터 1944년까지 더글러스 에어크래프트에서 생산된 제2차 세계 대전 시기 미국의 해군 정찰기이자 급강하폭격기이다. SBD("스카우트 폭격기 더글러스")는 1940년 중반부터 1944년 중반까지 미국 해군의 주요 함상 정찰/급강하 폭격기였다. SBD는 미국 해병대에서도 육상 군용비행장과 항공모함에서 모두 운용되었다. SBD는 1942년 6월 미드웨이 해전에서 일본 항공모함에 치명적인 타격을 입힌 폭격기로 가장 잘 기억되고 있다. 이 시기에 이 기종은 SBD 이니셜에서 유래한 "느리지만 치명적인(Slow But Deadly)"이라는 별명을 얻었다. 비록 SBD는 1944년에 커티스 SB2C 헬다이버로 대체되었지만, 경험에 따르면 이전 기종이 더 나은 성능을 보였으며, 두 모델은 전쟁이 끝날 때까지 함께 싸웠다.
전투 복무 기간 동안 SBD는 효과적인 해군 정찰기 및 급강하 폭격기임이 입증되었다. 긴 항속 거리, 우수한 조종 특성, 기동성, 강력한 폭탄 탑재량, 그리고 천공된 다이브 브레이크에서 나오는 뛰어난 급강하 특성을 갖추고 있었다. 어레스팅 후크가 없는 SBD의 육상 기반 변형은 미국 육군 항공대를 위해 특별히 제작되었으며, A-24 밴시로 명명되었다. 그러나 전문 훈련 부족으로 육군에서의 복무는 그리 성공적이지 못했고, 1943년 중반까지 A-24는 무장과 느린 속도로 인해 조종사들에게 너무 취약하다고 여겨져 비전투 역할로 전락했다.

## 설계 및 개발

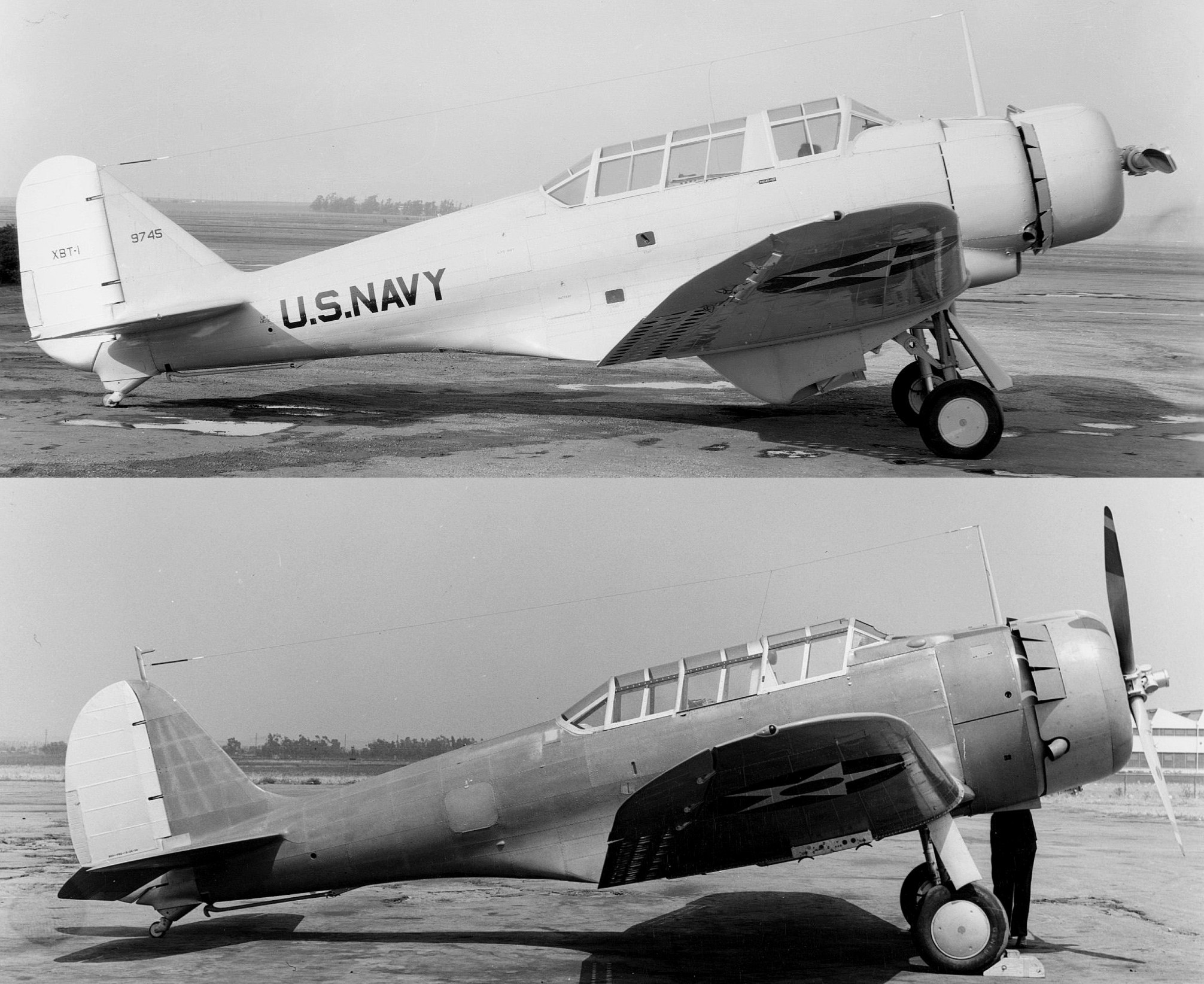
XBT-1과 XBT-2 (SBD) 비교

노스롭 BT-1의 설계 작업은 1935년에 시작되었다. 1937년, 노스롭 코퍼레이션은 더글러스에 인수되었고, 활발히 진행 중이던 노스롭 프로젝트들은 더글러스 항공 회사(Douglas Aircraft Corporation) 아래에서 계속되었다. 노스롭 BT-2는 1937년 11월에 주문된 수정을 통해 BT-1로부터 개발되었으며, 1939년 중반에 처음 운용된 SBD의 기반이 되었다. 에드 하이네만은 1,000 hp (750 kW) 라이트 사이클론 엔진 개발을 고려한 설계팀을 이끌었다. 이 항공기는 캘리포니아 엘 세군도에 있는 더글러스 공장에서 개발되었으며, 이 시설과 오클라호마 시티 공장에서 생산된 거의 모든 SBD가 제작되었다. 1년 전, 미 해군과 해병대는 모두 SBD-1과 SBD-2 (후자는 연료 용량이 증가하고 무장이 달랐다)로 지정된 새로운 급강하 폭격기를 주문했다. SBD-1은 1940년 후반에 해병대에 인도되었고, SBD-2는 1941년 초에 해군에 인도되어 미 항공모함의 SBU 콜세어와 커티스 SBC 헬다이버 비행대대를 대체했다. BT-1에는 급강하 기동 중 꼬리 부분의 흔들림을 없애기 위해 독특한 천공된 분할 플랩 또는 "다이브 브레이크"가 통합되었다. 항공모함 항공기로는 특이하게도 접이식 날개는 설계에 채택되지 않았고, 대신 구조적 강도를 우선시했다.

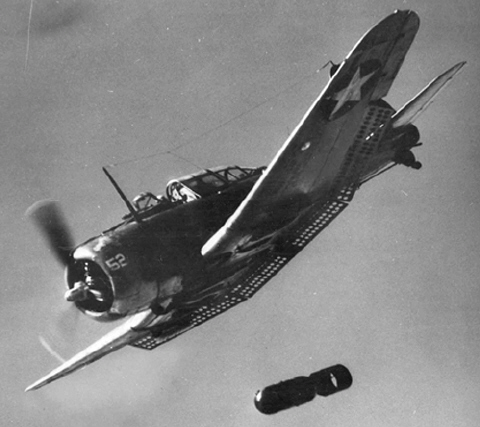
미국 해군 SBD가 뒷전에 펼쳐진 다이브 브레이크를 이용해 폭탄을 투하하는 모습

다음 버전은 1941년 초에 생산이 시작된 SBD-3이었다. 이 버전에는 장갑이 강화되고 자동 밀폐형 연료 탱크와 4개의 기관총이 장착되었다. SBD-4는 12볼트 (6볼트에서 상향) 전기 시스템을 제공했으며, 일부는 SBD-4P 정찰기로 개조되었다.
다음 버전(가장 많이 생산된 버전)인 SBD-5는 주로 털사에 있는 더글러스 공장에서 생산되었다. 이 버전에는 1,200 hp (890 kW) 엔진과 증가된 탄약 공급 장치가 장착되었다. 2,400대 이상이 제작되었다. 이들 중 일부는 평가를 위해 영국 왕립 해군에 운송되었다. 미국 외에, SBD는 뉴질랜드 왕립 공군의 제25비행대대와 함께 일본 육군 및 해군에 맞서 전투를 벌였지만, RNZAF는 곧 더 크고 빠르고 무거운 육상 기반 보우트 F4U 콜세어로 대체했다.
일부 SBD는 자유 프랑스 공군에서도 독일 육군과 루프트바페에 맞서 사용되었다. SBD는 멕시코에도 판매되었다.
마지막 버전인 SBD-6는 더 많은 개선이 있었지만, 생산은 1944년 여름에 종료되었다.
미국 육군 항공대는 SBD의 자체 버전인 A-24 밴시를 보유하고 있었다. 이 버전에는 항공모함 착륙에 사용되는 테일 훅이 없었고, 단단한 꼬리 바퀴 대신 공압 타이어가 장착되었다. 처음에는 조지아주 헌터 필드의 제27폭격비행단(경)에 배정되었던 A-24는 1941년 9월 루이지애나 기동 훈련에서 비행했다. 밴시에는 육군에서 전쟁 초기에 매우 소규모로 운용된 세 가지 버전(A-24, A-24A, A-24B)이 있었다. USAAF는 총 5,937대의 돈틀리스 중 948대를 사용했다.

## 운용 역사

### 미 해군 및 해병대

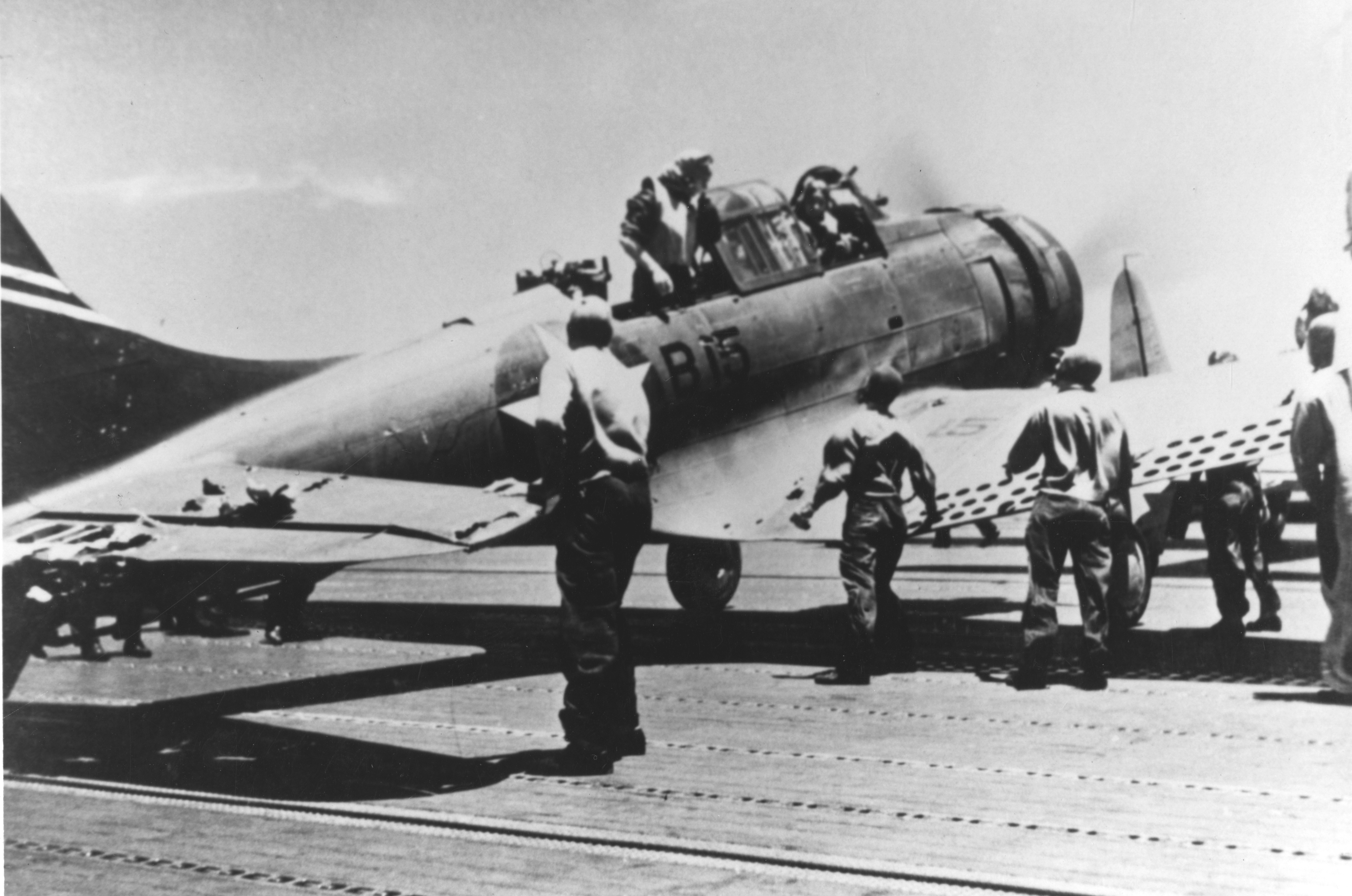
미드웨이 해전에서 일본 항공모함 카가 공격 후 에 착륙한 손상된 VB-6 소속 SBD-3

미 해군 및 해병대 SBD는 진주만 공격에서 처음으로 전투에 투입되었는데, 해병 정찰 폭격 비행대대 232 (VMSB-232)의 해병대 SBD 대부분이 에바 계류장 지상에서 파괴되었다. 대부분의 미 해군 SBD는 나머지 함대와 긴밀히 협력하지 않는 항공모함에서 출격했다. 진주만에 있던 대부분의 해군 SBD는 해병대와 마찬가지로 지상에서 파괴되었다. 1941년 12월 10일, USS 엔터프라이즈에서 출격한 SBD들이 일본 잠수함 I-70을 격침시켰다. 1942년 2월~3월, 항공모함 USS 렉싱턴, USS 요크타운, USS 엔터프라이즈에서 출격한 SBD들은 길버트 제도, 마셜 제도, 뉴기니섬, 라바울, 웨이크섬, 마커스 섬의 일본 시설에 대한 다양한 공습에 참여했다.
SBD가 전투에서 처음으로 대규모로 사용된 것은 산호해 해전으로, SBD와 TBD 데버스테이터가 일본 경항공모함(CVL) 쇼호를 격침시키고 일본 함대 항공모함 쇼카쿠에 손상을 입혔다. SBD는 또한 대어뢰 전투공중초계 (CAP) 임무에도 사용되었으며, 렉싱턴과 요크타운을 공격하려던 일본 항공기에 대해 여러 차례 승리를 거두었다. 2문의 전방 발사 .50 in (12.7 mm) M2 브라우닝 기관총과 후방에 유연하게 장착된 1문 또는 2문의 .30 in (7.62 mm) AN/M2 기관총으로 이루어진 비교적 강력한 무장은 가볍게 제작된 일본 전투기에 효과적이었으며, 많은 조종사와 사수들은 자신들을 공격하는 전투기에 대해 공격적인 태도를 취했다. SBD 조종사 스탠리 "스웨드" 베이타사는 3대의 A6M2 제로 전투기의 공격을 받았는데, 그는 그 중 2대를 격추하고 자신의 날개 끝으로 정면 돌파하며 세 번째의 날개를 절단했다. 

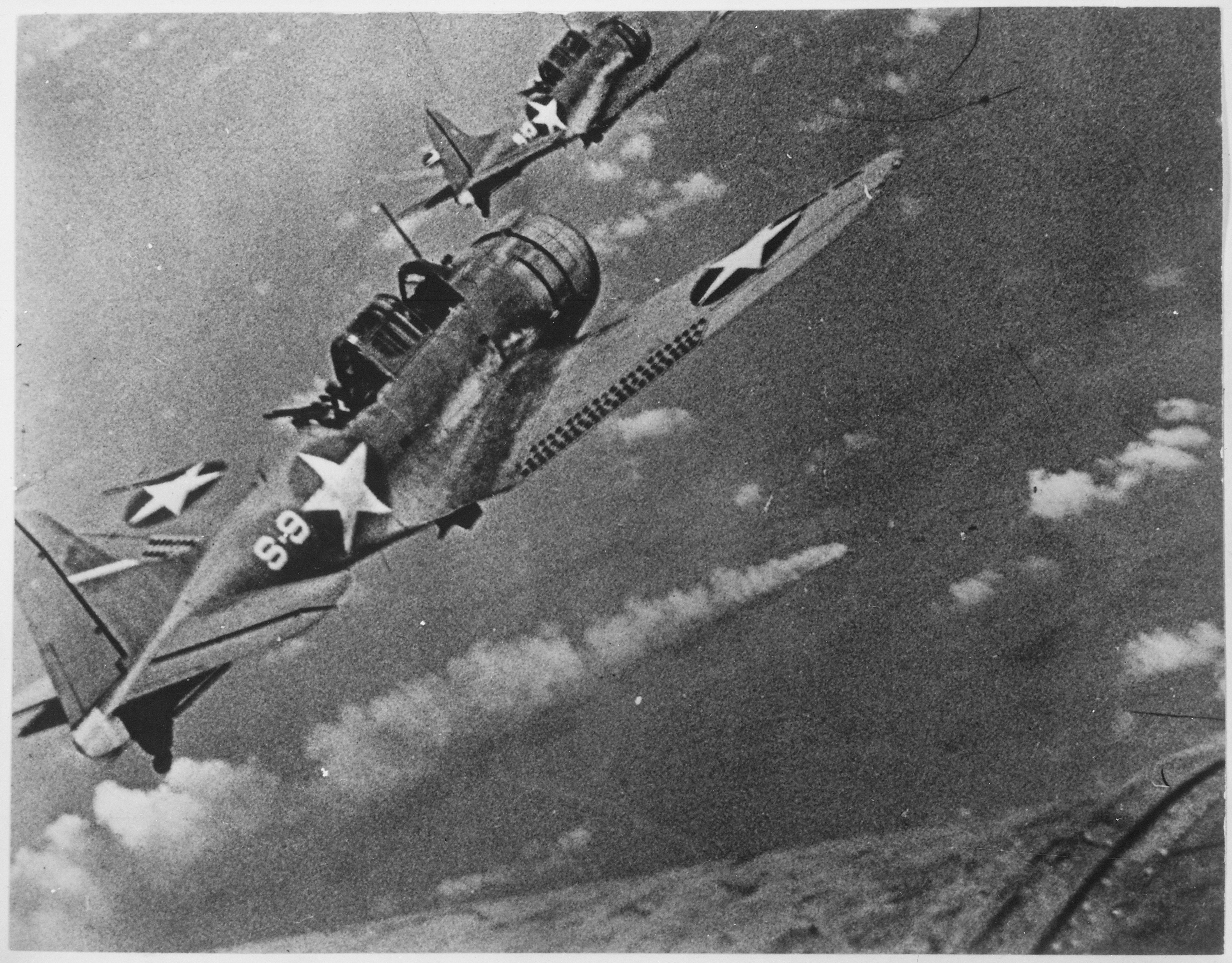
소속 정찰 비행대대 8(VS-8)의 SBD-3들이 1942년 6월 6일 미드웨이 해전 중 불타고 있는 중순양함 미쿠마에 접근하고 있다

SBD가 미국 전쟁 노력에 가장 중요하게 기여한 것은 1942년 6월 초의 미드웨이 해전이었다. 해군 SBD 급강하 폭격기 4개 비행대대가 현재의 일본 함대 항공모함 4척을 모두 공격하여 침몰시키거나 치명적인 손상을 입혔는데, 그 중 3척(아카기, 가가, 소류)을 단 6분 만에 무력화시켰고, 당일 후반에는 히류까지 무력화시켰다. 이들은 또한 미드웨이 포격대의 중순양함 4척 중 뒤처진 2척을 포착하여 심각한 손상을 입혔고, 결국 일본 중순양함 미쿠마 미쿠마가 침몰했다.
미드웨이 해전에서 해병대 SBD는 그리 효과적이지 못했다. 미드웨이 환초에서 출격한 VMSB-241 비행대대는 새로운 돈틀리스로 급강하 폭격 기술을 훈련받지 못했다(SB2U 빈디케이터에서 부분적으로 전환한 지 얼마 되지 않았기 때문이다). 조종사들은 더 느리지만 더 쉬운 활강 폭격 기술을 사용했다. 이로 인해 많은 SBD가 활강 중에 격추되었지만, 이러한 공격에서 살아남은 한 대의 기체는 현재 국립 해군 항공 박물관에 전시되어 있으며, 전투에 참여했던 마지막 생존 항공기이다. 항공모함 기반 비행대대는 특히 그러먼 F4F 와일드캣의 호위를 받을 때 효과적이었다. 급강하 폭격의 성공은 한 가지 중요한 요인에서 비롯되었다.
미국 비행대대가 각각의 비행대대에 집중하여 격추하거나 항공모함에서 멀어지게 할 수 있도록 한 번에 한 대씩 공격했던 것과는 달리, 47대의 SBD(VS-6, VB-6, VB-3)로 구성된 3개의 비행대대, 12대의 TBD 어뢰기(VT-3)로 구성된 1개의 비행대대, 그리고 6대의 F4F 전투기(VF-3 소속)가 동시에 도착했으며, SBD 비행대대 중 2개(VS-6 및 VB-6)는 다른 비행대대와 다른 방향에서 도착했다. 중앙 전투기 지시 없이 약 40대의 제로기가 TBD에 집중했고, 일부는 TBD를 엄호하는 F4F와 싸웠으므로 SBD는 접근 및 공격에서 전투기 저항에 방해받지 않았다(비록 TBD 대부분은 격추되었지만).

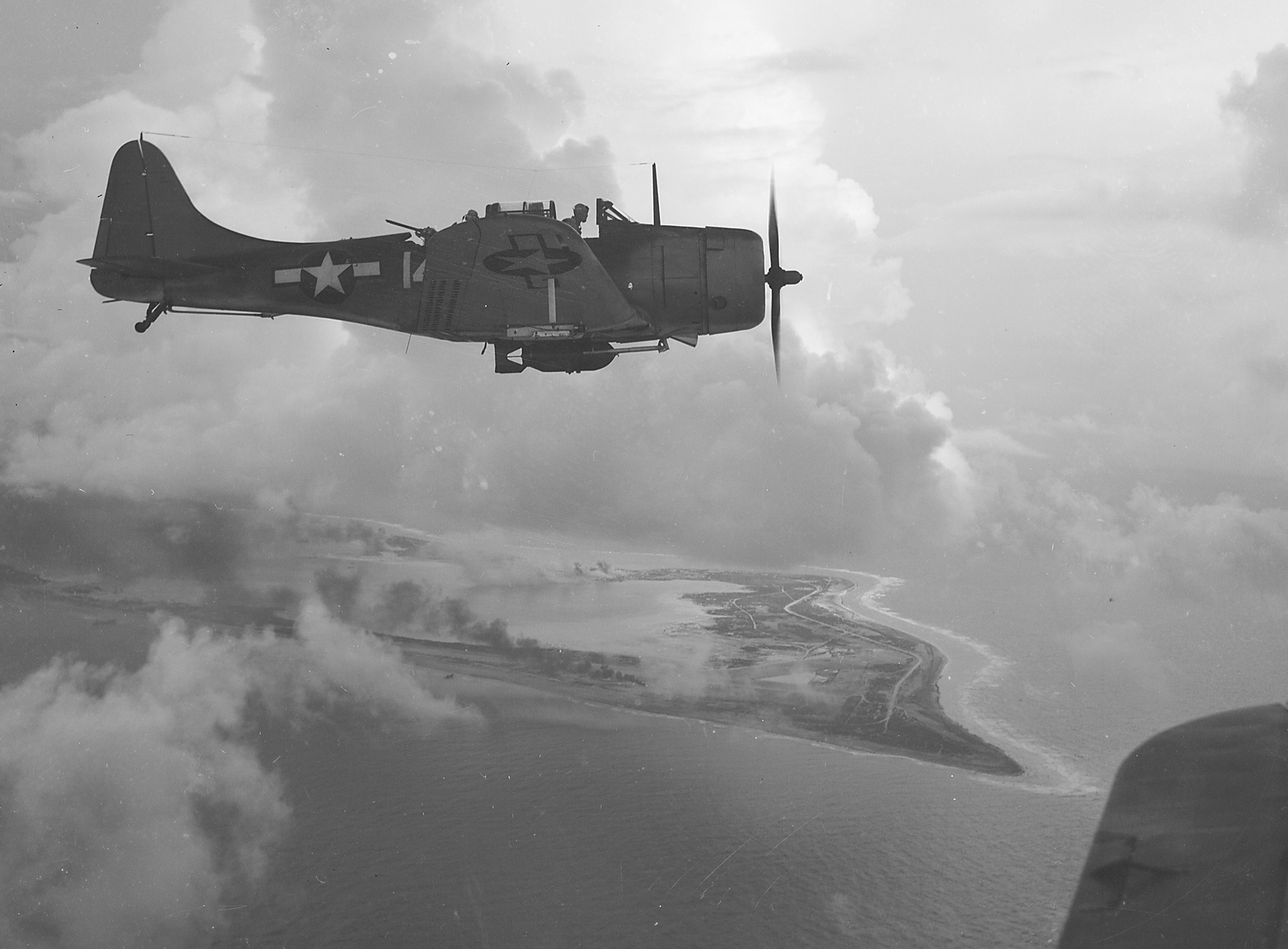
1943년 10월 초, 웨이크섬 상공의 소속 VB-5 SBD

SBD는 과달카날 전역에서 중요한 역할을 수행했으며, 미국 항공모함과 과달카날의 핸더슨 비행장에서 모두 작전을 수행했다. SBD는 뉴조지아 해협("더 슬롯")을 낮 동안 통과하지 못한 일본 선박에 치명적임이 입증되었다. 입힌 손실에는 8월 24일 솔로몬 제도 근처에서 침몰한 항공모함 류조가 포함된다. 6개월간의 작전 중 다른 일본 항공모함 3척이 손상되었다. SBD는 과달카날 해전에서 순양함 1척과 수송선 9척을 침몰시켰다.
대서양에서는 1942년 11월 횃불 작전, 즉 북아프리카 상륙 작전에서 SBD가 전투에 참가했다. SBD는 USS 레인저와 2척의 호위항공모함에서 출격했다. 11개월 후, 리더 작전 중 SBD는 레인저 항공모함에서 출격한 항공기들이 보되, 노르웨이 주변의 나치 독일 선박을 공격하면서 유럽에서 첫 선을 보였다.

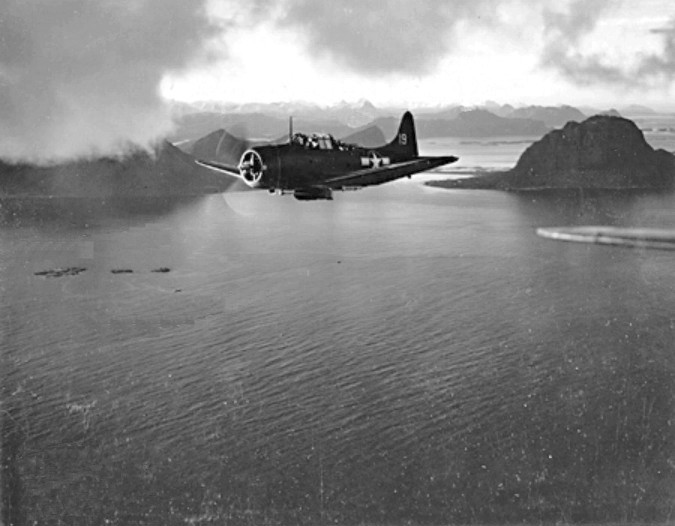
1943년 10월 4일, 보되, 노르웨이 근처의 VB-4 SBD

1944년에 미 해군은 SBD를 더 강력한 SB2C 헬다이버로 대체하기 시작했다. 1944년 6월 필리핀해 해전에서 퇴각하는 일본 함대에 대한 장거리 황혼 공격이 항공기의 전투 반경 한계(또는 그 이상)에서 이루어졌다. 이 부대는 어둠 속에서 긴 복귀를 시도하기 전에 목표물 위에서 약 20분간의 주간 시간을 가졌다. 215대의 항공기 중 115대만이 돌아왔다. 공격에서 20대가 적의 행동으로 손실되었고, 80대는 연료가 소모되어 차례로 바다에 불시착하면서 손실되었다. 공격에는 26대의 SBD가 있었는데, 모두 항공모함으로 돌아왔다.
필리핀해 해전은 항공모함 기반 SBD의 마지막 주요 교전이었다. 해병대 비행대대는 전쟁이 끝날 때까지 계속해서 SBD를 운용했다. 커티스 헬다이버는 더 강력한 엔진, 더 높은 최고 속도, 그리고 거의 천 파운드 더 많은 폭탄을 실을 수 있었지만, 많은 급강하 폭격기 조종사들은 더 가볍고 저속 조종 특성이 더 좋은 SBD를 선호했는데, 이는 항공모함 착륙에 매우 중요했다.
돈틀리스는 태평양 전쟁에서 가장 중요한 항공기 중 하나였으며, 다른 어떤 연합군 폭격기보다 태평양에서 더 많은 적 함선을 격침시켰다. 배럿 틸먼은 그의 돈틀리스에 관한 책에서 이 항공기가 적기와의 전투에서 "플러스" 점수를 받았다고 주장하는데, 이는 적의 행동으로 인한 손실보다 적기에 대한 승리 인정이 더 많았다는 의미이다. 이것은 명목상 "폭격기"에게는 드문 일로 간주된다.
전쟁 중 총 5,936대의 SBD가 생산되었다. 마지막 SBD는 1944년 7월 21일 캘리포니아 엘 세군도에 있는 더글러스 에어크래프트 공장의 조립 라인에서 출고되었다. 해군은 더 무겁고, 빠르고, 항속 거리가 긴 SB2C에 중점을 두었다. 진주만부터 1944년 4월까지 SBD는 1,189,473시간의 작전 비행을 수행했으며, 항공모함에서 비행한 전체 작전 시간의 25%가 SBD였다. 전투 기록에 따르면 일본 항공모함 6척 외에도 적 순양함 14척, 구축함 6척, 수송선 또는 화물선 15척, 그리고 수많은 소형 함선들이 침몰했다.

### 미국 육군 항공대

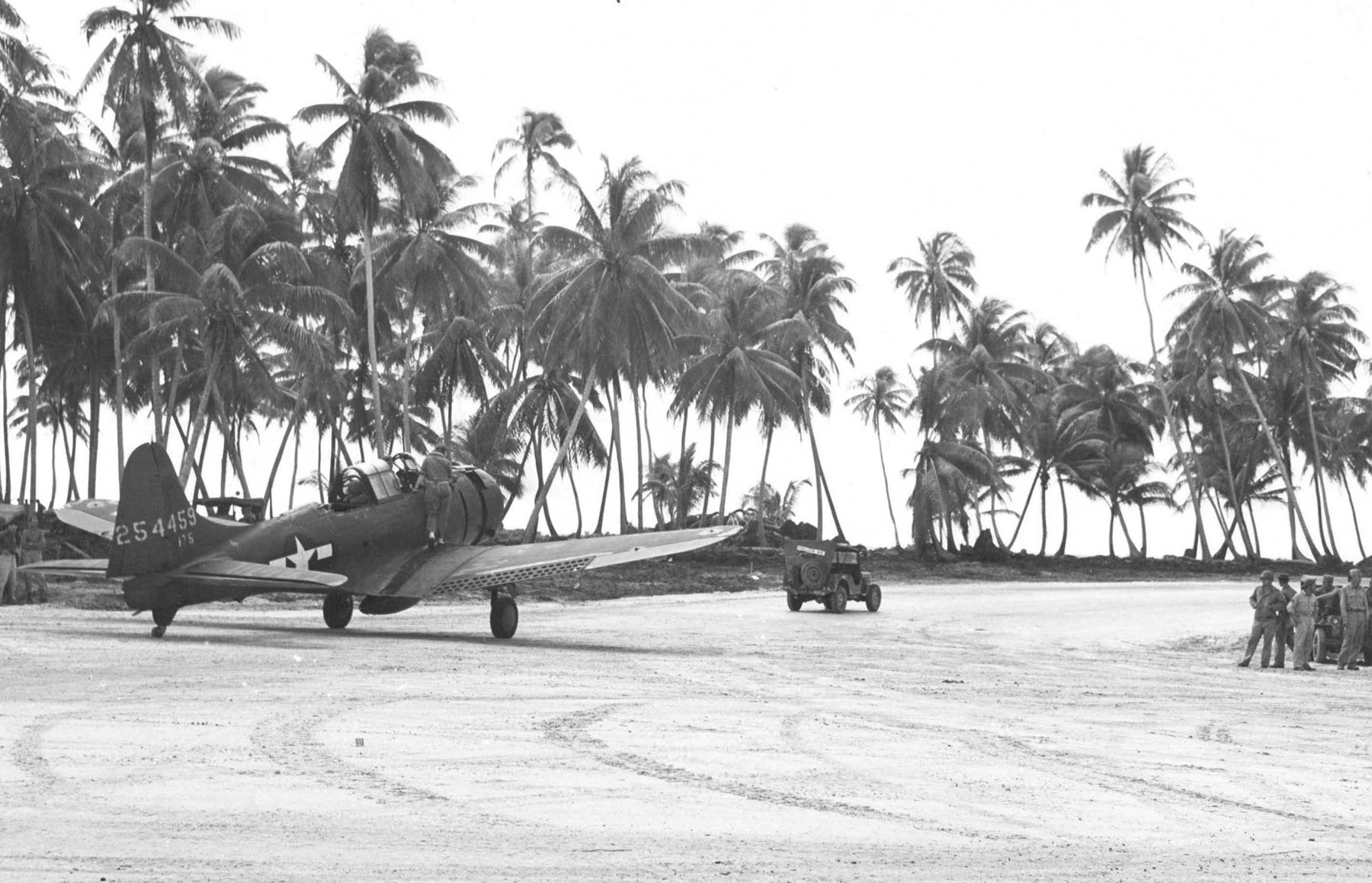
1943년 마킨 섬에서 활주 중인 A-24B

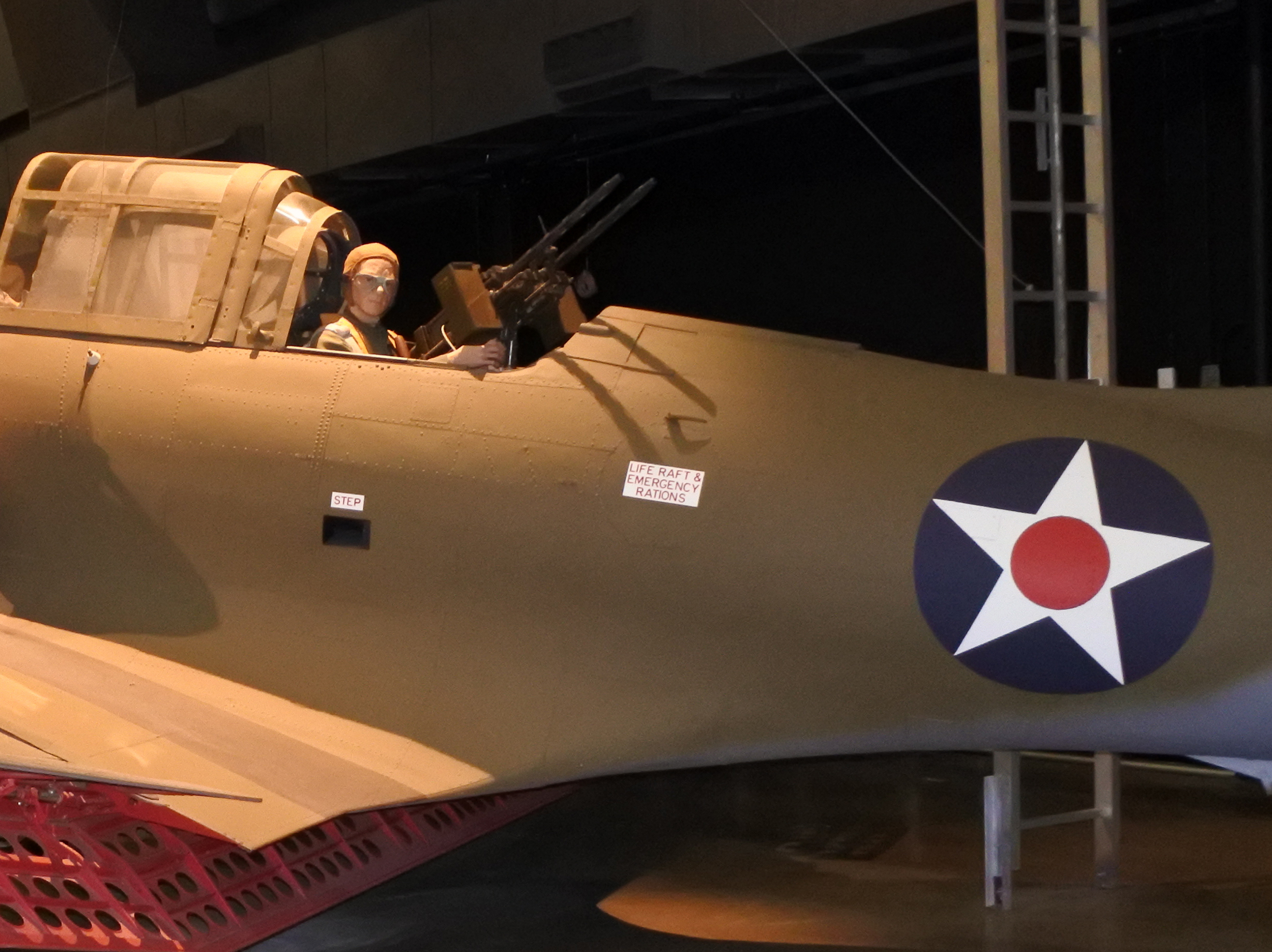
미국 국립 공군 박물관에 전시된 A-24의 후방 사수석

USAAF는 1941년 가을 제27폭격비행단을 장비하기 위해 52대의 A-24 밴시를 상자에 담아 필리핀으로 보냈지만, 요원들은 따로 파견되었다. 그러나 일본의 진주만 공격 이후 이 폭격기들은 호주로 방향을 돌렸고 제27폭격비행단은 보병으로 바탄 반도에서 싸웠다. 호주에서 항공기들은 필리핀으로 비행하기 위해 재조립되었지만, 솔레노이드, 방아쇠 모터, 총기 마운트 등 누락된 부품들로 인해 선적이 지연되었다. 기계적 문제로 시달리던 A-24는 제91폭격비행단으로 전환되어 대신 자와섬에 배치되었다.
자신들을 "블루 락 클레이 피전(함정 사격 표적 브랜드 이름)"이라고 불렀던 말랑에 기반을 둔 제91폭격비행단은 발리의 적 점령 항구와 비행장을 공격하고 네덜란드령 동인도 전역 기간 동안 자와섬 주변에서 수많은 선박을 손상시키거나 격침시켰다. 일본이 A-24 2대를 격추하고 3대를 너무 심하게 손상시켜 더 이상 비행할 수 없게 되자, 제91폭격비행단은 1942년 3월 초 자와섬에서 철수하라는 명령을 받았다.
호주에 남아 있던 A-24는 제3폭격비행단의 제8폭격비행단에 배정되어 뉴기니섬을 방어했다. 1942년 7월 29일, 7대의 A-24가 부나 해안의 호송선을 공격했지만, 단 1대만이 살아남았다. 일본군은 그 중 5대를 격추하고 6번째 비행기를 너무 심하게 손상시켜 기지로 돌아오지 못했다. 많은 조종사들이 너무 느리고, 항속 거리가 짧고, 무장이 빈약하다고 여겼던 나머지 A-24는 비전투 임무로 전락했다. 미국에서는 A-24가 훈련기나 공중 사격 훈련용 견인 표적으로 사용되었다. 더 강력한 A-24B는 나중에 길버트 제도에서 일본군에 맞서 사용되었다. 1943년 12월부터 1944년 3월까지 제7공군의 제531전투비행단은 마킨 섬에서 A-24B를 조종하여 마셜 제도에 있는 일본 점령 섬들을 공격했다. 그 후 A-24B는 전투에서 철수했다.
A-24B (어레스팅 후크를 제외한 미 해군 SBD-5와 동일)는 1943년에 더 강력한 1,200마력 라이트 R-1820-60 사이클론 엔진을 장착하고 도착했으며, 이는 A-24 또는 A-24A보다 더 강력한 엔진이었다. 그 결과 A-24B는 초기 모델보다 약간 더 빠르고 높이 날 수 있었다. A-24B는 초기 모델에 있던 엔진 카울링 상단의 작은 공기 흡입구가 없었는데, 이는 B 모델을 구별하는 쉬운 방법이다. 제11공군에 배속된 제407폭격비행단은 1943년 7월과 8월 동안 알래스카의 일본 점령 키스카섬에 맞서 A-24B를 조종했다.
소수의 A-24는 USAAF 재고에 남아있다가 1947년 9월 육군에서 독립한 미국 공군 (USAF)에 인수되었다. USAF는 항공기에 대한 새로운 제식 체계를 수립하여 "A-" (공격용) 범주를 없앴고 (1962년까지); 모든 단발 "A-" 항공기는 "F-" (전투기용) 명칭을 부여받거나 (구식으로 판단되어 폐기되었고); 따라서 남아있던 소수의 A-24 밴시는 F-24 밴시로 알려지게 되었고, 1950년 폐기될 때까지 예비 역할로 계속 사용되었다.

### 프랑스 공군 및 해군 항공대 (Aeronavale)
최초로 전투에 투입된 생산형 돈틀리스는 프랑스 해군 항공대를 위해 생산된 "SBD-3"이었다. 총 174대의 돈틀리스가 프랑스 해군에 의해 주문되었으나, 1940년 봄 프랑스 함락으로 인해 해당 생산분은 미 해군으로 전환되었고, 미 해군은 410대를 추가 주문했다.
자유 프랑스는 1944년에 미국으로부터 약 80대의 SBD-5와 A-24B를 받았다. 이들은 훈련기와 근접지원 항공기로 사용되었다.
- 자유 프랑스 비행대대는 1943년 동안 모로코와 알제리에서 40~50대의 A-24B를 받았다.
- 프랑스 해군 항공대(Aeronautique Navale)는 1944년 말에 32대를 플로틸 3FB와 4FB(각각 16대의 SBD-5)에 배치했다.

I/17 피카르디 비행대대는 소수의 A-24B를 해안 순찰용으로 사용했다. 가장 전투 경험이 많은 밴시 부대 중 하나는 GC 1/18 방데였는데, 이 부대는 프랑스 남부의 연합군을 지원하기 위해 A-24B를 조종했으며, 1944년에 여러 대의 항공기를 잃는 등 독일 대공포의 치명적인 위력도 경험했다. 이 비행대대는 북아프리카에서 최근 해방된 툴루즈로 비행하여 연합군과 프랑스 저항군을 지원했다. 나중에 이 부대는 프랑스 대서양 연안의 독일 점령 도시에 대한 공격을 지원하는 임무를 맡았다. 1945년 4월에 각 SBD-5는 유럽 전역에서 하루 평균 3회의 임무를 수행했다. 1946년에 프랑스 공군은 모로코에 A-24B를 훈련기로 배치했다.
프랑스 해군 돈틀리스는 1944년 말 코냑에 기지를 두었다. 프랑스 해군 돈틀리스는 인도차이나 전쟁 동안 항공모함 아로망슈 (이전 영국 왕립 해군 항공모함 콜로서스)에서 출격하며 마지막으로 전투를 치렀다. 1947년 말 인도차이나 전쟁 중 한 작전에서 4F 편대는 200회 출격하여 65톤의 폭탄을 투하했다. 1949년까지 프랑스 해군은 돈틀리스를 전투에서 제외했지만, 1953년까지 훈련기로 계속 운용되었다.

### 뉴질랜드 왕립 공군
1943년, 뉴질랜드 왕립 공군은 제25비행대대의 훈련용으로 여러 대의 SBD-3와 SBD-4를 받았다. 이듬해 이 비행대대는 솔로몬 제도 전역에서 SBD-5를 사용하여 전투 작전을 수행했다. RNZAF의 4개 비행대대를 돈틀리스로 장비할 계획이었으나, 제25비행대대만이 이들을 사용했다. RNZAF는 곧 F4U 콜세어로 이들을 대체했다.

## 변형

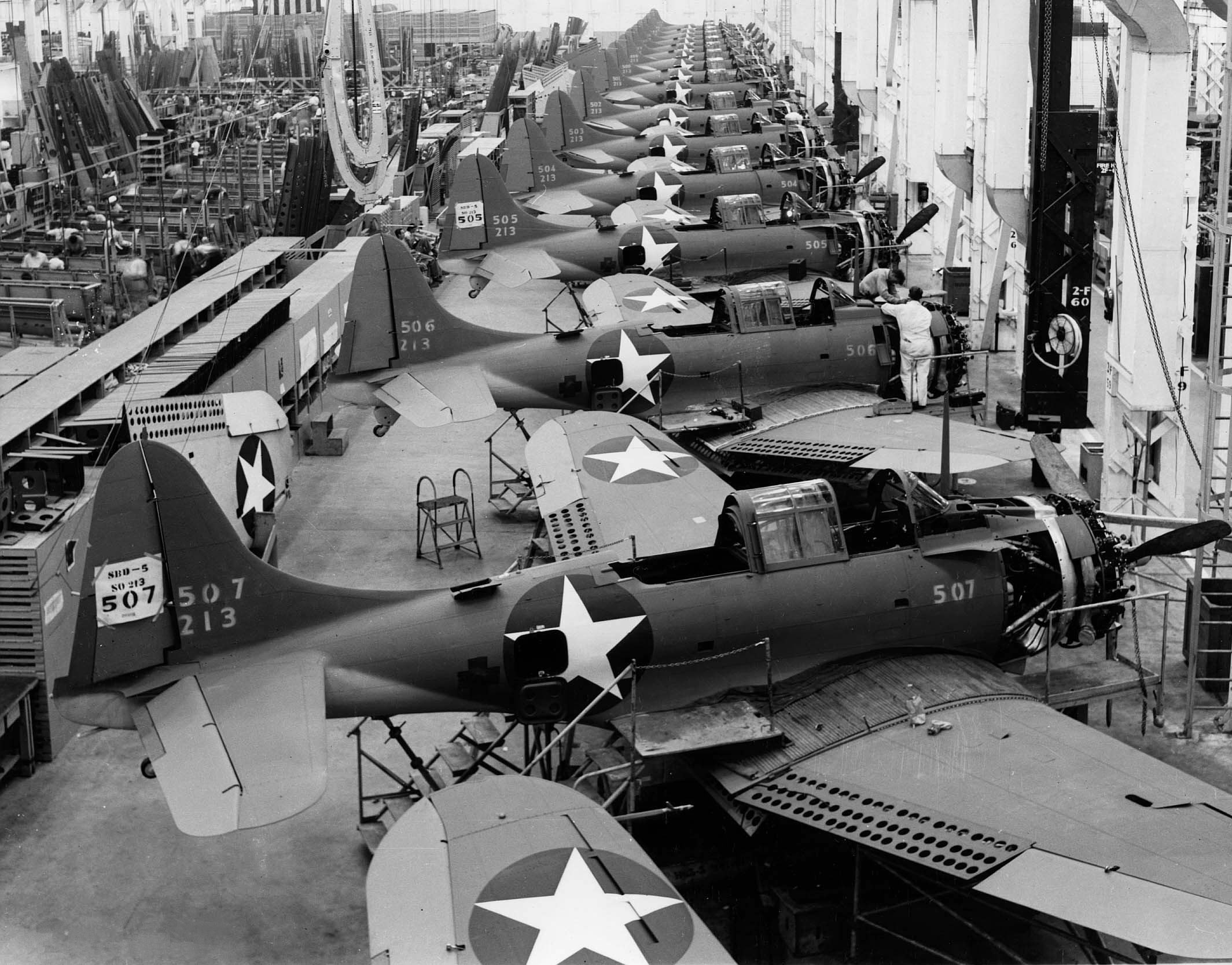
1943년 엘 세군도의 SBD-5 생산 라인

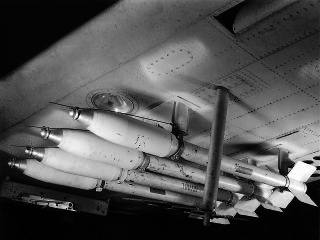
1944년 시험 비행을 위해 SBD에 장착된 5인치 전방 발사 항공 로켓 (FFAR)

XBT-2프로토타입. 기체는 양산형 노스롭 BT-1을 대폭 개조하여 XBT-2로 재지정된 것. 더글러스에 의해 XSBD-1로 추가 개조되었다.
SBD-1자동 밀폐형 연료 탱크가 없는 해병대 버전; 57대 생산.
SBD-1P정찰기. SBD-1을 개조한 것.
SBD-2연료 용량이 증가하고 무장이 다르지만 자동 밀폐형 연료 탱크가 없는 해군 버전. 1941년 초부터 생산 시작; 87대 생산.
SBD-2P정찰기. SBD-2를 개조한 것.
SBD-31941년 초부터 생산이 시작되었다. 보호가 강화되고 자동 밀폐형 연료 탱크와 4개의 기관총이 장착되었다; 584대 생산.
SBD-424볼트 (12볼트에서 상향) 전기 시스템을 제공했다; 또한 새로운 프로펠러와 연료 펌프가 SBD-3에 비해 개선된 점을 완성했다. 780대 생산.
SBD-4P정찰기. SBD-4를 개조한 것.
SBD-5가장 많이 생산된 버전으로, 주로 털사에 있는 더글러스 항공 공장에서 생산되었다. 1,200마력 엔진과 증가된 탄약 공급 장치가 장착되었다. 총 2,965대가 제작되었으며, 일부는 평가를 위해 영국 왕립 해군에 운송되었다. 미국 외에, 이들은 뉴질랜드 왕립 공군의 제25비행대대와 함께 일본에 맞서 전투를 벌였지만, 곧 F4U로 대체되었고, 자유 프랑스 공군과 함께 루프트바페에 맞서 전투를 벌였다. 일부는 멕시코에도 보내졌다.
SBD-5A
A-24B와 동일하며, USAAF용으로 제작되었으나 미 해병대에 인도됨; 60대 생산.
SBD-6최종 버전으로, 1,350 hp (1,010 kW) 엔진을 포함한 더 많은 개선이 있었지만, 생산은 1944년 여름에 종료되었다; 450대 생산.
A-24 밴시 (SBD-3A)어레스팅 후크가 없는 SBD-3의 USAAF 버전; 168대 생산.
A-24A 밴시 (SBD-4A)SBD-4의 USAAF 버전; 170대 생산.
A-24B 밴시 (SBD-5A)SBD-5의 USAAF 버전; 615대 생산.

## 운용국
칠레

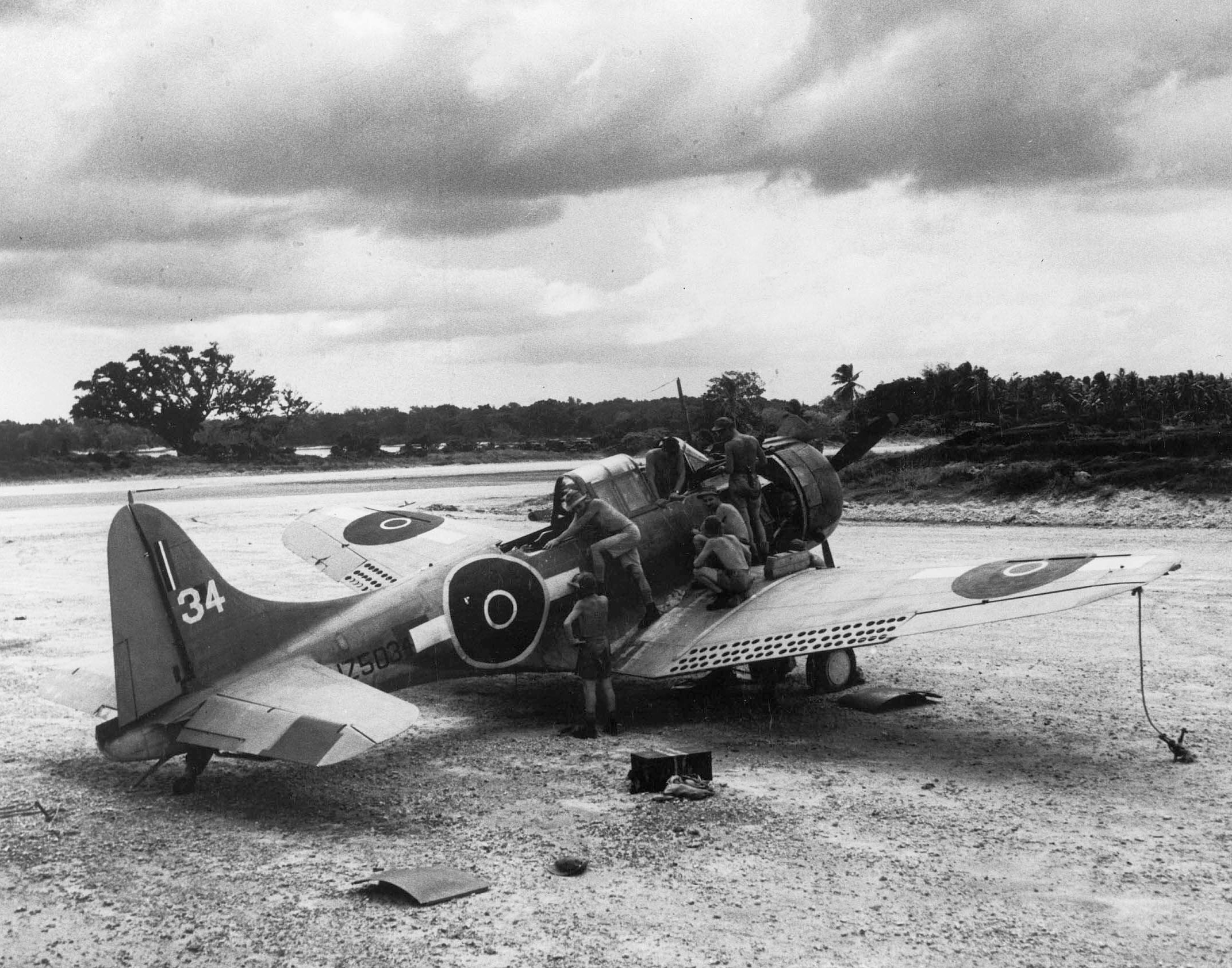
1944년 에스피리투산토섬의 제25비행대대 (뉴질랜드 왕립 공군) 소속 SBD-4

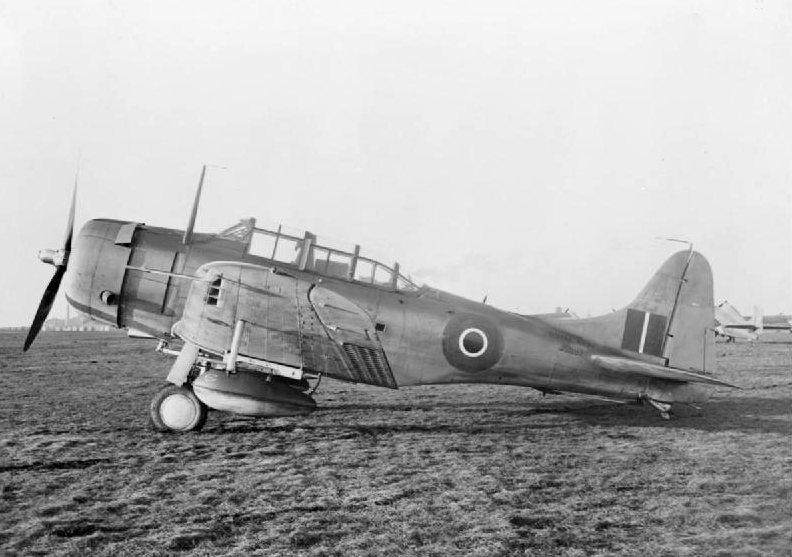
영국 왕립 해군에 공급된 9대의 SBD-5 중 하나

- 칠레 공군은 A-24B 밴시를 운용했다.[23][24]

 프랑스
- 프랑스 공군[25]
- 프랑스 해군[25]

 멕시코
- 멕시코 공군[26]

 모로코
- 모로코 사막 경찰[27]

 뉴질랜드
- 뉴질랜드 왕립 공군[28]
  - 제25비행대대 (뉴질랜드 왕립 공군)

 영국
- 영국 왕립 공군은 해군 항공대에서 원래 시험한 9대 중 평가를 위해 항공기를 받았다.[23]
- 영국 왕립 해군 해군 항공대는 평가를 위해 미국 해군 SBD-5 9대를 받았다.

 미국
- 미국 육군 항공대
  - 제339폭격비행단 (급강하), 1942-1943년 작전 훈련 부대
- 미국 해병대
- 미국 해군

## 주목할 만한 사고
- 1943년 12월 7일, 하와이 제도 파우엘라, 마우이 근처에서 미 해군-미 해병대 합동 근접항공지원 모의 훈련 중, VB-10[29] 비행대대 소속 미 해군 SBD-5, BuNo 36045[30]의 조종사가 폭탄 투하를 준비하며 약간의 우회전을 시작하고 다이브 브레이크를 전개했지만, 다이브 브레이크를 전개하지 않은 두 번째 VB-10[29] SBD-5, 36099[30]와 충돌했다. 두 항공기 모두 추락했으며, 36045에서 떨어져 나온 폭탄이 해병대원들 한가운데 떨어져 폭발하여 20명이 사망하고 24명이 중상을 입었다. 두 SBD 조종사는 낙하산으로 안전하게 탈출했지만, 두 SBD 사수는 한 명은 탈출 시도 실패 후 사망했다. 충돌은 두 조종사의 미숙한 판단과 비행 기술 때문으로 밝혀졌다.[30] Aviation Archaeology Investigation & Research는 이 사고 날짜를 12월 6일로 기록하고 있다.[29]

## 현존 항공기
하이픈으로 연결된 숫자는 원래 미국 육군 항공대 일련번호 (AAF Ser. No.)이며; 네 자리 또는 다섯 자리 숫자는 원래 미국 해군 항공국 (BuAer) 국번호 (BuNo)이다.

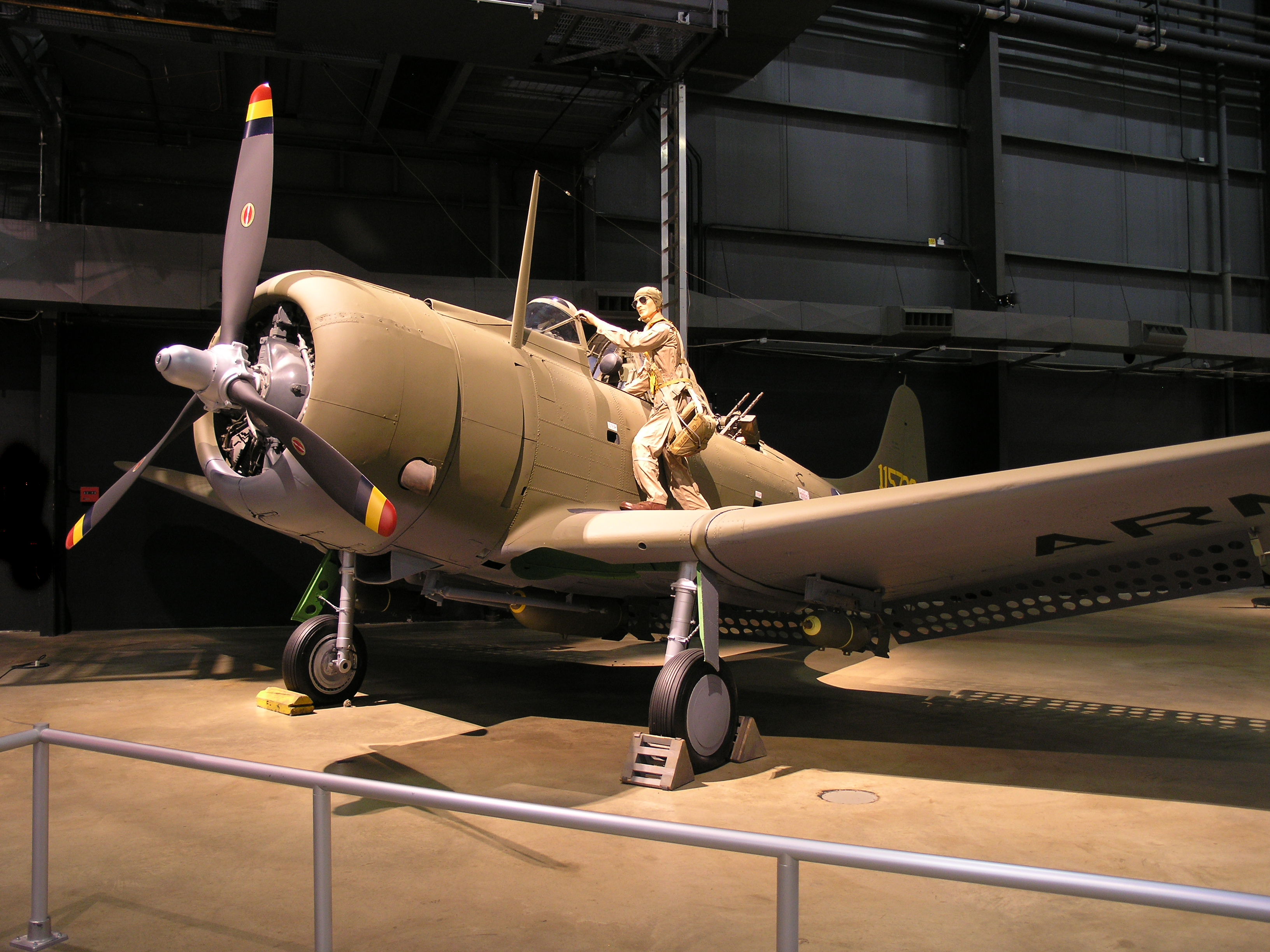
미국 국립 공군 박물관의 A-24

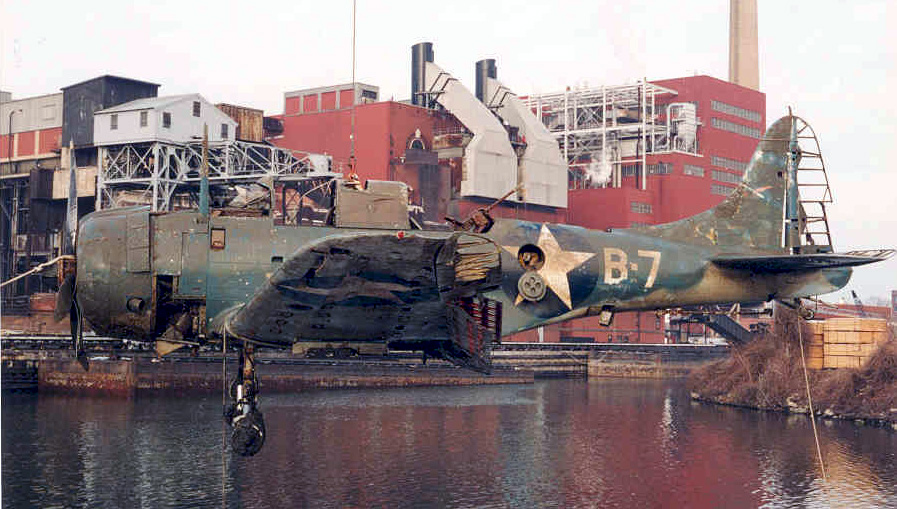
SBD-2, BuNo 2106, 미드웨이 해전 참전 용사로, 나중에 항공모함 자격 훈련기로 미국에 반환되었다. 1943년 USS 세이블 (IX-81)에 착륙 시도 중 미시간 호수에 불시착했으며, 1994년 미시간 호수에서 인양되었다. 2001년 완전히 복원되어 국립 해군 항공 박물관에 전시되었다.

### 뉴질랜드
전시 중
SBD-4
- 06853 – 크라이스트처치의 뉴질랜드 왕립 공군 박물관.[31]

### 솔로몬 제도
전시 중
SBD-?

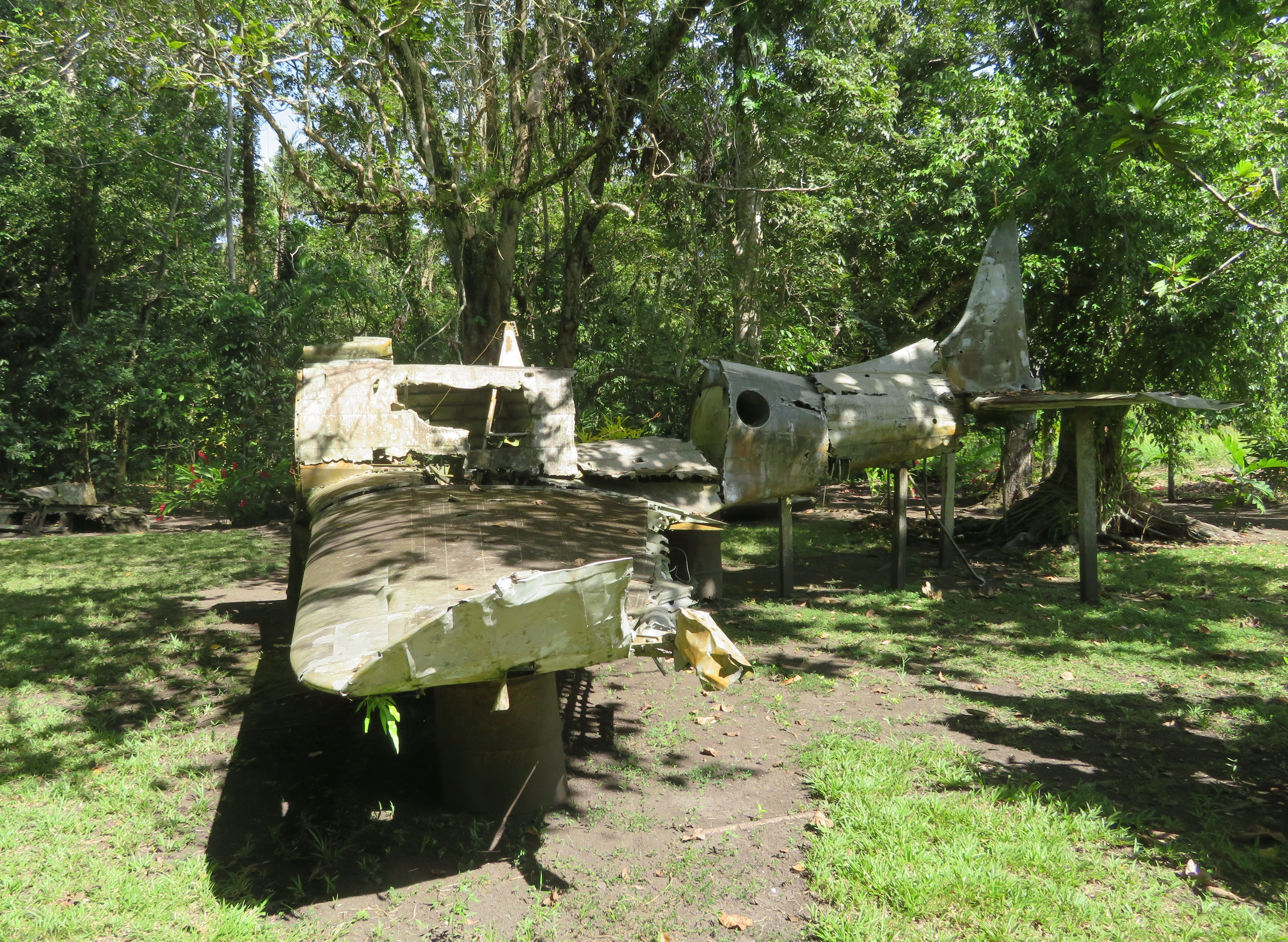
과달카날의 빌루 전쟁 박물관에 있는 SBD

- 불명 – 과달카날섬의 빌루 군사 박물관.

### 미국
비행 가능
A-24A
- 42-60817 – 매드러스의 에릭슨 항공기 컬렉션에 SBD-3으로 기반.[32][33]

A-24B
- 42-54682 – 휴스턴의 론 스타 항공 박물관에 SBD-5로 기반.[34][35]

SBD-4
- 10518 – 치노의 양크스 항공 박물관에 기반.[36][37]
- 10694 – 콜로라도스프링스의 제2차 세계 대전 항공 박물관에 기반.[38][39]

SBD-5
- 28536 – 치노의 명성 항공 박물관에 기반.[40][41]
- 54532 – 피치트리 시티, 조지아의 기념 공군 – 에어베이스 조지아에 기반[42][43][44]

전시 중
A-24B
- 42-54582 – 데이턴의 라이트-패터슨 공군 기지에 있는 미국 국립 공군 박물관.[45]
- 42-54654 – 투손의 데이비스-몬탠 공군 기지 인접한 피마 항공 우주 박물관.[46]

SBD-2
- 02106 – 플로리다 펜서콜라 해군 항공기지의 국립 해군 항공 박물관.[47] 진주만 공격과 미드웨이 해전의 참전 용사.
- 02173 – 하와이 포드 섬의 진주만 항공 박물관.[48]

SBD-3

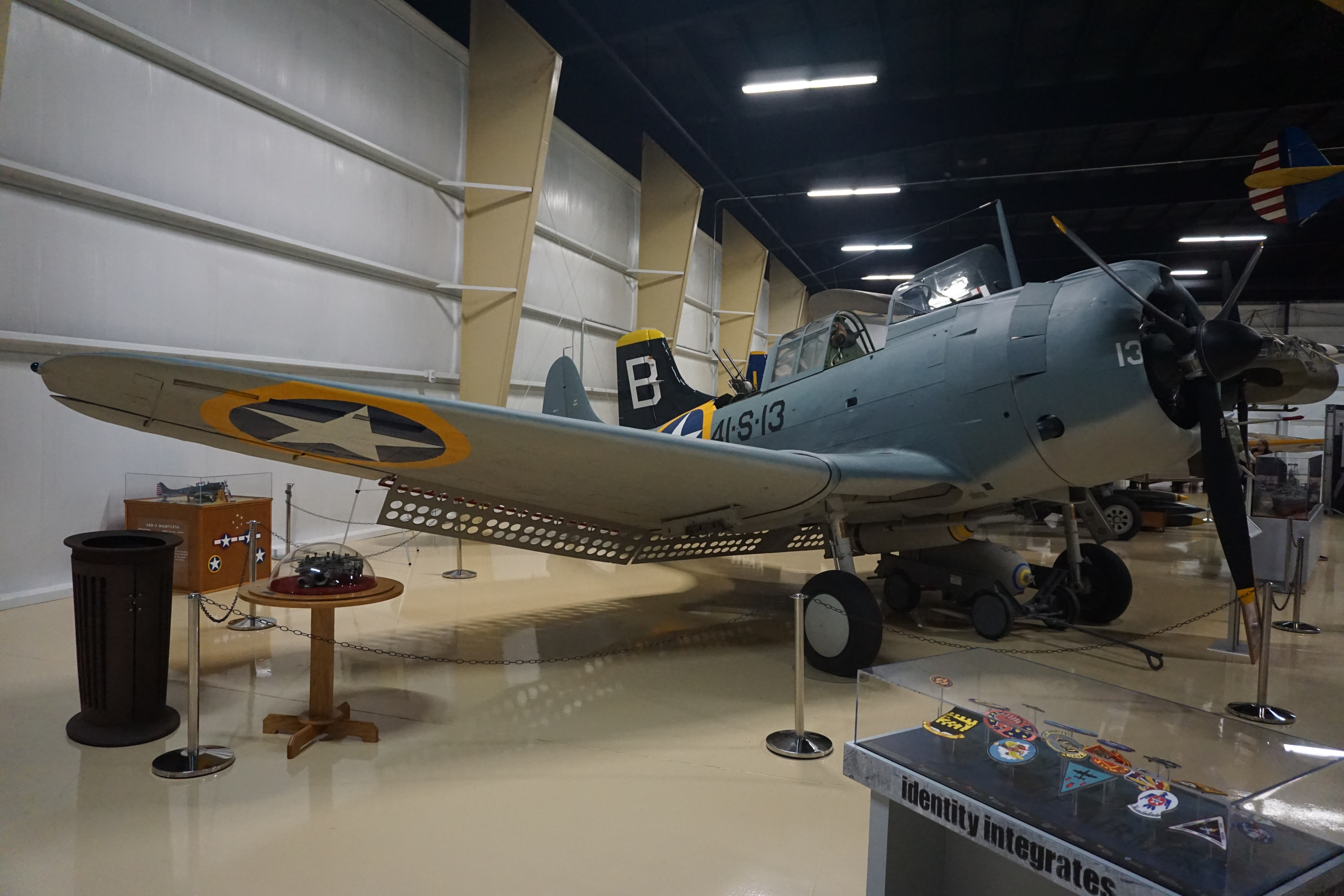
에어 주에 전시된 SBD-3

- 06508 – 뉴올리언스의 국립 제2차 세계 대전 박물관.[49]
- 06583 – 버지니아 콴티코 해병대 기지의 국립 해병대 박물관.[50]
- 06624 – 캘러머주의 에어 주. 펜서콜라 해군 항공기지의 국립 해군 항공 박물관에서 대여.[51]
- 06694 – 코퍼스크리스티의 USS 렉싱턴 (CV-16) 박물관. 펜서콜라 해군 항공기지의 국립 해군 항공 박물관에서 대여.[52]

SBD-4
- 06833 – 플로리다 펜서콜라 해군 항공기지의 국립 해군 항공 박물관에 수중 전시 모형으로 복원된 상태로 전시.[53]
- 06900 – 샌디에이고의 샌디에이고 항공 우주 박물관. 펜서콜라 해군 항공기지의 국립 해군 항공 박물관에서 대여.[54]
- 10575 – 시카고의 미드웨이 국제공항에 있는 미드웨이 해전 기념관.[55]

SBD-5
- 36173 – 마운트 플레전트, 사우스캐롤라이나의 패트리어츠 포인트 해군 및 해양 박물관에 있는 USS 요크타운 (CV-10).[56]
- 36176 – 팜스프링스의 팜스프링스 항공 박물관.[57]
- 36291 - 타이터스빌의 발리언트 항공 사령부 군용기 박물관. 펜서콜라 해군 항공기지의 국립 해군 항공 박물관에서 대여.[58]
- 36711 - 허드슨의 미국 유산 박물관. 펜서콜라 해군 항공기지의 국립 해군 항공 박물관에서 장기 대여. 이전에 포드 섬의 진주만 항공 박물관에 전시되었음.[59]

SBD-6
- 54605 – 워싱턴 D.C.의 국립항공우주박물관.[60]
- 54654 – 샌디에이고의 USS 미드웨이 박물관.[61]

복원 중 또는 보관 중
SBD-1
- 1612 – 포티지의 에어 주에 전시 예정.[62]

SBD-4
- 10508 – 구 캐슬 공군 기지의 캐슬 항공 박물관에 전시 예정.[63]

SBD-5
- 36175 – 버지니아주 버지니아비치의 군사 항공 박물관에서 비행 가능 상태로 복원 중.[64]

## 제원 (SBD-5)
Data from McDonnell Douglas aircraft since 1920 : Volume I
일반적인 특징
- Crew: 2
- Length: 33 ft 1.25 in (10.0902 m)
- Wingspan: 41 ft 6.375 in (12.65873 m)
- Height: 13 ft 7 in (4.14 m)
- Wing area: 325 ft2 (30.2 m2)
- Airfoil: 뿌리: NACA 2415; 팁: NACA 2407[66]
- Empty weight: 6,404 lb (2,905 kg)
- Gross weight: 9,359 lb (4,245 kg)
- Max takeoff weight: 10,700 lb (4,853 kg)
- Fuel capacity: 260 US gal (220 imp gal; 980 l) 비금속 자동 밀폐형 연료 탱크
- Powerplant: 1 × 라이트 R-1820-60 사이클론 9기통 공랭식 레이디얼 피스톤 엔진, 1,200 hp (890 kW)
- 프로펠러: 3-bladed 해밀턴 스탠다드 정속 프로펠러

성능
- 최대속력: 255 mph (410 km/h; 222 kn) 14,000 ft (4,300 m)에서
- 순항속도: 185 mph (161 kn; 298 km/h)
- 항속거리: 1,115 mi (969 nmi; 1,794 km)
- 페리항속거리: 1,565 mi (1,360 nmi; 2,519 km)
- 실용상승한도: 25,530 ft (7,782 m)
- 상승률: 1,700 ft/min (8.6 m/s)
- Wing loading: 28.8 lb/ft2 (141 kg/m2)
- Power/mass: 0.128 hp/lb (0.210 kW/kg)

무장

- Guns: ** 2 × 0.50 in (12.7 mm) 전방 발사 동기화 M2 브라우닝 기관총 (엔진 카울링 내)
  - 2 × 0.30 in (7.62 mm) 후방 유연 장착 M1919 브라우닝 기관총
- 폭탄: 2,250 lb (1,020 kg)의 폭탄

## 같이 보기
관련 개발
- 노스롭 YA-13
- 노스롭 A-17
- 노스롭 BT

유사 항공기
- 아이치 D3A "발"
- 블랙번 스쿠아
- 브레다 Ba.65
- 브루스터 SB2A 버캐니어
- 커티스 SB2C 헬다이버
- 페어리 바라쿠다
- 융커스 Ju 87 슈투카
- 사브 17
- 보우트 SB2U 빈디케이터
- 벌티 A-31 벤전스

관련 목록
- 제2차 세계 대전 항공기 목록
- 미국 해군 항공기 제식 목록 (1962년 이전)
- 미국 군용기 목록
- 공격기 목록

### 내용주
1. ↑  베이타사의 기술이 분명히 입증되었으므로, 그는 전투기로 전과되었고, 1942년 10월에는 하루에 7대의 적기를 격추했다.[12]

### 인용
1. 1 2  Parker, Dana T. Building Victory: Aircraft Manufacturing in the Los Angeles Area in World War II, pp. 25–34, Cypress, CA, 2013. ISBN 978-0-9897906-0-4.
2. ↑  https://pimaair.org/museum-aircraft/douglas-a-24b/ [{{{설명}}}]
3. ↑  “HyperWar: The Army Air Forces in WWII: Vol. IV--The Pacific: Guadalcanal to Saipan [Chapter 1]”. 《www.ibiblio.org》. 2024년 5월 21일에 확인함.
4. ↑  https://www.nationalmuseum.af.mil/Visit/Museum-Exhibits/Fact-Sheets/Display/Article/196307/douglas-a-24/ [{{{설명}}}]
5. ↑  Francillon, 1979
6. ↑  Parker, Dana T. Building Victory: Aircraft Manufacturing in the Los Angeles Area in World War II, p. 28, Cypress, CA, 2013. ISBN 978-0-9897906-0-4.
7. ↑  “The Douglas SBD Dauntless & Curtiss SB2C Helldiver”.
8. 1 2  "Douglas A-24". National Museum of the United States Air Force.
9. ↑  Salamander Books, Ltd. 1974. ISBN 0 690 00606 3.
10. ↑  “USS Enterprise (CV 6), America's Navy, Navy News Service”. 2016년 11월 22일에 원본 문서에서 보존된 문서. 2016년 12월 13일에 확인함.
11. ↑  “Douglas SBD Dauntless Scout / Dive Bomber, Plane Talk”. 2016년 10월 27일에 원본 문서에서 보존된 문서. 2016년 12월 13일에 확인함.
12. 1 2  "USAF UA Vejtasa bio." au.af.mil. Retrieved: 23 August 2010.
13. ↑  “Action Reports. CO Marine Scout-Bombing Squadron 241. June 12, 1942”. 《Midway 1942 : Documents》.
14. ↑  [The Dauntless Dive Bomber of World War Two, by Barrett Tillman, Naval Institute Press, 2006]
15. ↑  Parshall and Tully, Shattered Sword, pp. 215–228
16. ↑  Smith 2007, p. 186.
17. ↑  Potter 2005, p. 170.
18. ↑  Tillman, Barrett The Dauntless Dive Bomber of World War Two. Annapolis, Maryland: Naval Institute Press, 1976. ISBN 1-59114-867-7.
19. ↑  "Navy's Final SBD Is Built: Type to be Supplanted by SB2C's." Naval Aviation News, 15 September 1944, p. 11.
20. ↑  Oktorino 2019, pp. 157 & 160
21. ↑  Yenne 1985, p. 46.
22. ↑  Mondey 1996, p. 127.
23. 1 2  Smith 1997, p. 150.
24. ↑  Pęczkowski 2007, pp. 41–43.
25. 1 2  Smith 1997, pp. 151–155.
26. ↑  Pęczkowski 2007, pp. 35–40.
27. ↑  Tillman 1998, p. 85.
28. ↑  Smith 1997, pp. 115–121.
29. 1 2 3
30. 1 2 3  Gero, David B. "Military Aviation Disasters: Significant Losses Since 1908". Sparkford, Yoevil, Somerset, UK: Haynes Publishing, 2010, ISBN 978-1-84425-645-7, pp. 26–27.
31. ↑  "Douglas SBD Dauntless/Bu. 06853." pacificwrecks.com Retrieved: 6 March 2015.
32. ↑  "FAA Registry : N5254L" FAA.gov Retrieved: 15 July 2021.
33. ↑  "Douglas A-24 Banshee/42-60817." Erickson Aircraft Collection Retrieved: 2023 May 23.
34. ↑  "FAA Registry : N93RW" FAA.gov Retrieved: 15 July 2021.
35. ↑  "Douglas A-24 Banshee/42-54682." Lone Star Flight Museum Retrieved: 12 January 2018.
36. ↑  "FAA Registry: N4864J" FAA.gov Retrieved: 15 July 2021.
37. ↑  "Douglas SBD Dauntless/Bu. 10518." Yanks Air Museum. Retrieved: 1 March 2018.
38. ↑  "FAA Registry: N34N." FAA.gov Retrieved: 15 July 2021.
39. ↑  "Douglas SBD Dauntless/Bu. 10694." SBD Dauntless. Retrieved 14 July 2021.
40. ↑  "FAA Registry : N670AM" FAA.gov Retrieved: 15 July 2021.
41. ↑  "Douglas SBD Dauntless/Bu. 28536." Planes of Fame Retrieved: 13 January 2020.
42. ↑  "Douglas SBD Dauntless/Bu. 54532." CAF Airbase Georgia. Retrieved: 12 January 2018.
43. ↑  Wood, Keith. “CAF Douglas SBD-5 Dauntless BuAer 54532” (PDF). 《Commemorative Air Force Dixie Wing》. CAF Dixie Wing. 2018년 6월 1일에 확인함.
44. ↑  "FAA Registry: N82GA" FAA.gov Retrieved: 15 July 2021.
45. ↑  "Douglas A-24 Banshee/42-54582." National Museum of the USAF. Retrieved: 12 January 2018.
46. ↑  "Douglas A-24 Banshee/42-54654" Pima Air & Space Museum. Retrieved: 15 July 2014.
47. ↑  "Douglas SBD Dauntless/Bu. 02106." 보관됨 7 2월 2015 - 웨이백 머신 National Naval Aviation Museum. Retrieved: 12 April 2012.
48. ↑  "Douglas SBD Dauntless/Bu. 02173." Pacific Aviation Museum. Retrieved: 7 March 2018.
49. ↑  "Douglas SBD Dauntless/Bu. 06508." National World War II Museum. Retrieved: 18 February 2013.
50. ↑  "Douglas SBD Dauntless/Bu. 06583" National Museum of the Marine Corps. Retrieved 12 January 2018.
51. ↑  "Douglas SBD Dauntless/Bu. 06624." Air Zoo. Retrieved: 13 January 2020.
52. ↑  "Douglas SBD Dauntless/Bu. 06694." USS Lexington Museum. Retrieved: 12 April 2012.
53. ↑  "Douglas SBD Dauntless/Bu. 06833." 보관됨 12 3월 2014 - 웨이백 머신 National Naval Aviation Museum. Retrieved: 12 April 2012.
54. ↑  "Douglas SBD Dauntless/Bu. 06900." San Diego Air & Space Museum. Retrieved: 12 January 2018.
55. ↑  "Douglas SBD Dauntless/Bu. 10575." Chicago Marine Heritage Society Retrieved: 15 September 2022.
56. ↑  "Douglas SBD Dauntless/Bu. 36173." Patriots Point Naval & Maritime Museum. Retrieved: 12 April 2012.
57. ↑  "Douglas SBD Dauntless/Bu. 36176." 보관됨 17 3월 2012 - 웨이백 머신 Palm Springs Air Museum. Retrieved: 12 April 2012.
58. ↑  "Douglas SBD Dauntless/Bu. 36291" Valiant Air Command. Retrieved: 7 June 2021.
59. ↑  "Douglas SBD-5 Dauntless" American Heritage Museum. Retrieved: 16 March 2023.
60. ↑  "Douglas SBD Dauntless/Bu. 54605." 보관됨 10 8월 2018 - 웨이백 머신 National Air and Space Museum. Retrieved: 12 January 2018.
61. ↑  "Douglas SBD Dauntless/54654." 보관됨 25 3월 2013 - 웨이백 머신 USS Midway Museum. Retrieved: 15 July 2014.
62. ↑  "Douglas SBD Dauntless/Bu. 1612." Air Zoo Retrieved: 17 February 2022.
63. ↑  "Douglas SBD Dauntless/Bu. 10508." 보관됨 21 3월 2019 - 웨이백 머신 Castle Air Museum. Retrieved: 1 March 2018.
64. ↑  “Military Aviation Museum Acquires an SBD-5 Dauntless”. 《Warbirds News》 (미국 영어). 2021년 3월 1일. 2021년 3월 2일에 확인함.
65. ↑  Francillon, René J. (1988). 《McDonnell Douglas aircraft since 1920 : Volume I》. London: Naval Institute Press. 184–193쪽. ISBN 0870214284.
66. ↑  Lednicer, David. “The Incomplete Guide to Airfoil Usage”. 《m-selig.ae.illinois.edu》. 2019년 4월 16일에 확인함.

### 참고 자료
- Bowers, Peter M. United States Navy Aircraft since 1911. Annapolis, Maryland, USA: Naval Institute Press, 1990. ISBN 0-87021-792-5.
- Brazelton, David. The Douglas SBD Dauntless, Aircraft in Profile 196. Leatherhead, Surrey, UK: Profile Publications Ltd., 1967. No ISBN.
- Brown, Eric, CBE, DCS, AFC, RN, William Green and Gordon Swanborough. "Douglas Dauntless". Wings of the Navy, Flying Allied Carrier Aircraft of World War Two. London: Jane's Publishing Company, 1980, pp. 52–60. ISBN 0-7106-0002-X.
- Buell, Harold L. Dauntless Helldivers: A Dive Bomber Pilot's Epic Story of the Carrier Battles. New York: Crown, 1991. ISBN 0-517-57794-1.
- Dann, Richard, S. SBD Dauntless Walk Around, Walk Around Number 33. Carrollton, Texas, USA: Squadron/Signal Publications, Inc., 2004. ISBN 0-89747-468-6.
- Drendel, Lou. U.S. Navy Carrier Bombers of World War II. Carrollton, Texas, USA: Squadron/Signal Publications, Inc., 1987. ISBN 0-89747-195-4.
- Francillon, René J. McDonnell Douglas Aircraft since 1920. London: Putnam, 1979. ISBN 0-370-00050-1.
- Gunston, Bill. The Illustrated History of McDonnell Douglas Aircraft: From Cloudster to Boeing. London: Osprey Publishing, 1999. ISBN 1-85532-924-7.
- Hernandez, Daniel V. with Lt. CDR Richard H. Best, USN Ret. SBD-3 Dauntless and the Battle of Midway. Valencia, Spain: Aeronaval Publishing, 2004. ISBN 84-932963-0-9.
- Howard, John Jr. A Marine Dive-Bomber Pilot at Guadalcanal. Tuscaloosa, Alabama, USA: University of Alabama Press, 1987. ISBN 0-8173-0330-8.
- Janowicz, Krzysztof and Andre R. Zbiegniewski. Douglas SBD Dauntless (Bilingual Polish/English). Lublin, Poland: Kagero, 2007.
- Jenks, Cliff F.L. with Malcolm Laird and Phil Listemann. Allied Wings No.5: The Dauntless in RNZAF Service. France: www.raf-in-combat.com, 2008. ISBN 2-9526381-9-5.
- Kinzey, Bert. SBD Dauntless in Detail & Scale, D&S Vol.48. Carrollton, Texas, USA: Squadron/Signal Publications, Inc., 1996. ISBN 1-888974-01-X.
- Mondey, David, The Concise Guide to American Aircraft of World War II. London: Chancellor, 1996. ISBN 1-85152-706-0.
- Oktorino, Nino (2019). 《Duel Para Elang - Pertempuran Udara di Atas Hindia Belanda》 (인도네시아어). Jakarta: PT Elex Media Komputindo. ISBN 9786230000997.
- Pęczkowski, Robert. Douglas SBD Dauntless. Sandomierz, Poland/Redbourn, UK: Mushroom Model Publications, 2007. ISBN 978-8-38945-039-5.
- Potter, E. B. Admiral Arliegh Burke. Annapolis, Maryland: U.S. Naval Institute Press, 2005. ISBN 978-1-59114-692-6.
- Smith, Peter C. Douglas SBD Dauntless. Ramsbury, Marlborough, Wiltshire, UK: The Crowood Press Ltd., 1997. ISBN 1-86126-096-2.
- Smith, Peter C. The History of Dive-Bombing. Barnsley, UK: Pen & Sword Aviation, 2007. ISBN 978-1-84415-592-7.
- Stern, Robert. SBD Dauntless in Action, Aircraft Number 64. Carrollton, Texas, USA: Squadron/Signal Publications, Inc., 1984. ISBN 0-89747-153-9.
- Tillman, Barrett. The Dauntless Dive Bomber of World War II. Annapolis, Maryland, USA: Naval Institute Press, 1976 (softcover 2006). ISBN 0-87021-569-8.
- Tillman, Barrett. SBD Dauntless Units of World War 2. Botley, Oxford, UK: Osprey Publishing, 1998. ISBN 1-85532-732-5.
- Tillman, Barrett and Robert L. Lawson. U.S. Navy Dive and Torpedo Bombers of World War II. St. Paul, Minnesota, USA: Motor Books Publishing, 2001. ISBN 0-7603-0959-0.
- White, Alexander S. Dauntless Marine: Joseph Sailer Jr., Dive-Bombing Ace of Guadalcanal. Santa Rosa, California, USA: Pacifica Press, 1997. ISBN 0-935553-21-5.
- Wildenberg, Thomas. Destined for Glory: Dive Bombing, Midway, and the Evolution of Carrier Airpower. Annapolis, Maryland: U.S. Naval Institute Press, 1998. ISBN 1-55750-947-6.
- Wheeler, Barry C. The Hamlyn Guide to Military Aircraft Markings. London: Chancellor Press, 1992. ISBN 1-85152-582-3.
- Yenne, Bill. McDonnell Douglas: A Tale of Two Giants. New York: Crescent Books, 1985. ISBN 978-0-517-44287-6.